# Celestýn III.
Celestýn III. (přibližně 1106 – 8. leden 1198), byl papežem v letech 1191–1198. Původním jménem se jmenoval Hyacint Bobo-Orsini (někdy označován také jako Hyacint Boboni, či Giacinto Bobo). Protože byl pouze jáhnem, muselo se nejdříve přistoupit k jeho ordinaci (vysvěcení). Na začátku svého pontifikátu korunoval Jindřicha VI. Štaufa císařem Svaté říše římské. Byl již pokročilého věku (přes 80 let), přesto dokázal s Jindřichem VI., se kterým po celou dobu své vlády soupeřil, vycházet a nenechal se zastrašit ani ovládnout. Proti Jindřichovi se mimo jiného zastal i anglického krále Richarda I. Lví srdce.

## Život a vláda
Celestýn III. byl žákem Petra Abélarda, kterého na synodě v Sensu (1140) obhajoval proti Bernardu z Clairvaux. Během svého pontifikátu se potýkal s velmocenskou politikou Jindřicha VI. Štaufa, kterého korunoval císařem. Jindřichova korunovace v Palermu králem Obojí Sicílie (1194) pro Celestýna znamenala velké ohrožení. Jindřich VI. začal připravovat novou křížovou výpravu, ale již roku 1197 zemřel. Více než devadesátiletý Celestýn III. zemřel necelý půlrok po něm, konkrétně 8. ledna 1198. Před svou smrtí se snažil sám vybrat svého nástupce, což se mu ale přes zuřivý odpor kardinálského sboru nepodařilo. Pohřben byl v Lateránské bazilice.